# Lincoln D. Faurer
Pour les articles homonymes, voir Faurer.
Lincoln D. Faurer, né le 7 février 1928 à Medford au Massachusetts et décédé le 7 novembre 2014, est un lieutenant général américain ayant été directeur de la NSA entre 1981 et 1985.
En 1981, à 53 ans, il prend la tête de la NSA après avoir mené une carrière dans la reconnaissance et la collecte d'information.